# Negreira (ort)
Negreira är en ort i Spanien.   Den ligger i provinsen Provincia da Coruña och regionen Galicien, i den nordvästra delen av landet, 500 km nordväst om huvudstaden Madrid. Negreira ligger 178 meter över havet och antalet invånare är 7 079.
Terrängen runt Negreira är huvudsakligen kuperad, men den allra närmaste omgivningen är platt. Runt Negreira är det ganska tätbefolkat, med 192 invånare per kvadratkilometer. Närmaste större samhälle är Santiago de Compostela, 16,2 km öster om Negreira. Omgivningarna runt Negreira är en mosaik av jordbruksmark och naturlig växtlighet.